# Trebejov
Trebejov (Hongaars: Terebő) is een Slowaakse gemeente in de regio Košice, en maakt deel uit van het district Košice-okolie.
Trebejov telt 193 inwoners.